# أستريوس
في الأساطير اليونانية، أستريوس أو أسترايوس (اليونانية القديمة: Ἀστραῖος تعني "النجمي") هو إله تنجيمي. ويربطه البعض أيضًا بالرياح، فهو والد الآنمي (آلهة الرياح) الأربعة من زوجته إيوس.

## الأساطير
وفقًا لثيوغونيا وبيبليوثيكا هيسيود، يعتبر أسترايوس تيتانًا من الجيل الثاني وهو نسل كريوس ويوريبيا. ومع ذلك، كتب هيجينوس أنه نسل مباشر من تارتاروس وغايا، وأشار إليه باسم واحد من الجيجانتيس. ورغم أن سيرفيوس ربما قد خلط بينه وبين العملاق كما فعل هيجينوس، إلا أنه كتب أنه اتخذ السلاح وقاتل ضد الآلهة.
في قصيدة نونوس الملحمية ديونيسياكا، تم تقديم أسترايوس كإله عرافة تزوره الإلهة ديميتر، قلقة بشأن مستقبل ابنتها بيرسيفوني لأنها بدأت في جذب عدد كبير من المعجبين في أوليمبوس وتخشى أن ينتهي بها الأمر بالزواج من هيفايستوس. ثم حذرها أستريوس من أنه في وقت قريب جدًا، سيتم اغتصاب بيرسيفوني بواسطة ثعبان وستؤتي ثمارها من هذا الاتحاد، الأمر الذي أزعج ديميتر بشدة.